# 白王后
《白王后》是一部2009年出版的，由菲利帕·格里高利写的历史小说。

## 剧情
本小说讲述了英格兰国王爱德华四世的王后伊丽莎白·伍德维尔的故事。

## 改编
本小说在2013年时被改编成电视剧《白王后》。